# 朱家屋
朱家屋，位於江苏省昆山市周庄镇北市街，是一处昆山市文物保护单位。

## 保护
2022年，朱家屋公布为第六批昆山市文物保护单位，编号6-1。